# Hôtel Thellusson
Hôtel Thellusson byl městský palác v Paříži. Nacházel se v ulici Rue de Provence v 9. obvodu.

## Historie
Palác se nacházel na adrese Rue de Provence č. 30 se zahradou mezi ulicemi Rue de Provence a Rue de la Victoire. Palác postavil v roce 1778 architekt Claude-Nicolas Ledoux (1736–1806) pro Marii Jeanne Girardot de Vermenoux (1736-1781), vdovu po ženevském bankéři Georgesovi Tobie de Thellusson (1728–1776).
Po její smrti roku 1781 nechal její syn Jean-Isaac de Thellusson de Sorcy (1764–1828) palác rozšířit. Protože byla rodina švýcarské národnosti, byl jí palác za Velké francouzské revoluce ponechán, ale využívat ho mohla opět až od roku 1797. Po Thermidorském převratu se v paláci konal tzv. ples obětí pro ty, jejichž blízcí byli v období Hrůzovlády gilotinováni.
Jean-Isaac prodal palác v roce 1802 princovi Joachimu Muratovi, který ho roku 1807 vyměnil s Napoleonem za Elysejský palác a milión franků. Napoleon Bonaparte poté nabídl palác jako sídlo velvyslanectví carovi Alexandrovi I., který zde pobýval v roce 1818.
Palác byl zbořen v roce 1826, když byla ulice Rue Laffitte prodloužena až k ulici Rue de la Victoire.